# Bernardí Martorell

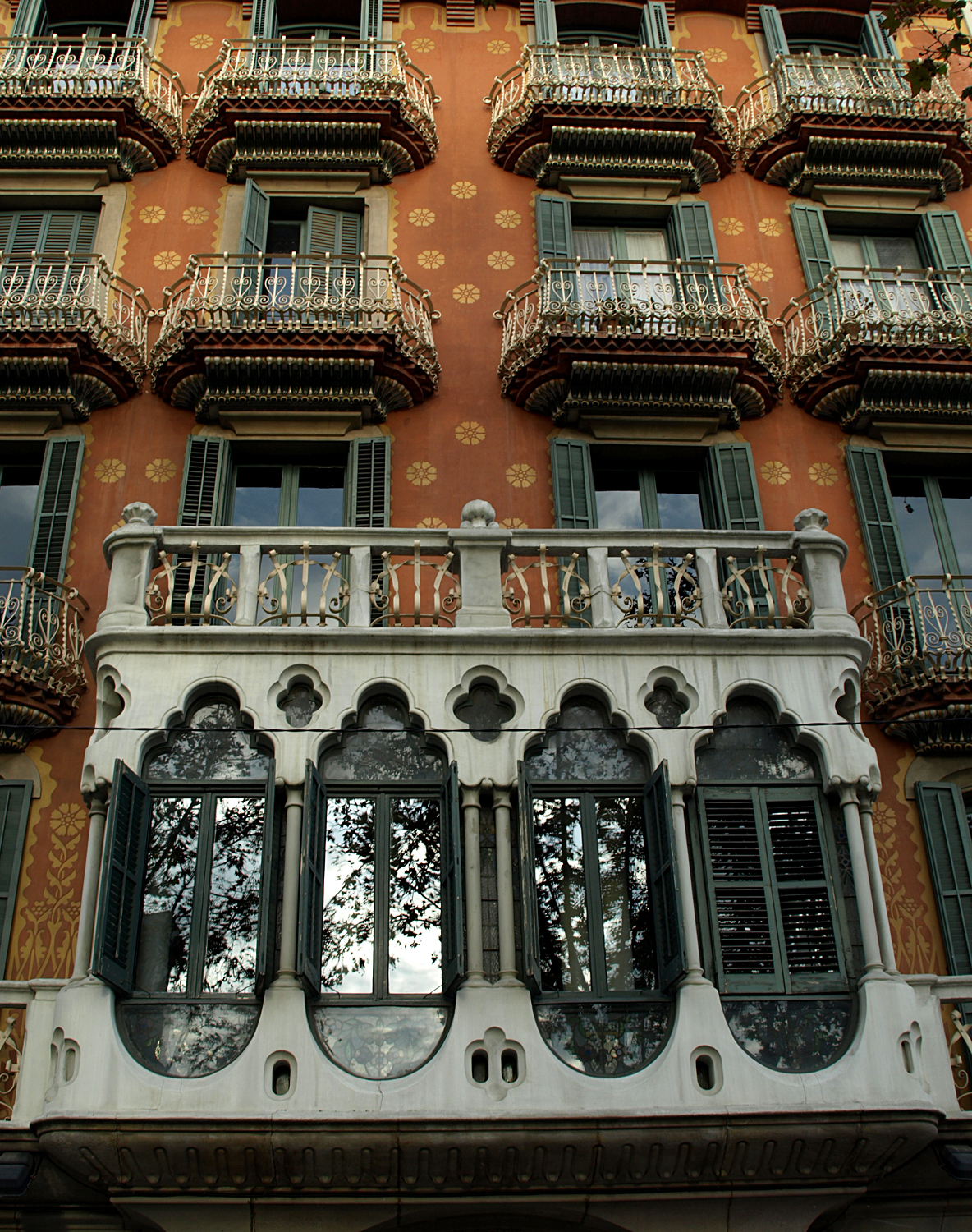
Casa Estapé a Barcellona

Bernardí Martorell i Puig (Barcellona, 20 gennaio 1877 – Barcellona, 8 agosto 1937) è stato un architetto spagnolo e catalano.

## Biografia
Fu un architetto del movimento modernista e fu influenzato da Antoni Gaudí e Lluís Domènech i Montaner, anche se sensibile alla tradizione storicista e neogotica (era nipote di Joan Martorell). Visse e lavorò prevalentemente a Barcellona ed in Catalogna.

## Opere principali
- Collegio Teresiano a Arenys de Mar (1904)
- Casa Estapé  Barcelona (1907)
- Scuola di Capellades (1913)
- Chiesa di Puigreig (1917)
- Chiesa di Fígols de les Mines (1919)
- Hotel Sant Roc, Solsona, 1920
- Cantine della Cooperativa di Cambrils (1921)
- Chiesa di Sant'Agostino, Capellades, 1924-1932
- Chiesa di Mollerussa (1928)
- Casa di Joaquim Duran i Barraquer a Sitges (1929)